# آزاد سوئد
آزاد سوئد (انگلیسی: Swedish Open) از سری مسابقات تور جهانی تنیس است که هر ساله در باتشد، سوئد در ماه ژوئیه برگزار می‌شود. این مسابقات از سال ۲۰۰۹ در سطح بین‌المللی در فضای باز برگزار می‌شود.
مسابقات زنان آزاد سوئد از سال ۲۰۰۹ شروع شد و زمین تنیس خاکی است.

## تاریخچه
این مسابقات نخستین بار در سال ۱۹۴۸ و با نام «مسابقات بین‌المللی تنیس سوئدی سخت» برگزار شد. برنده اولین دور رقابت‌ها اریک استورگس از آفریقای جنوبی بود.